# Arado Ar 76
Arado Ar 76 — немецкий одноместный истребитель.

## История создания
Технический департамент комиссариата Германа Геринга, планировал создать легкий одноместный пилотажный самолет. В мирное время самолёт должен был использоваться в качестве учебного истребителя. Комиссариат предложил начать работу над ним сразу четырём фирмам Arado, Focke-Wulf, Heinkel и Henschel-Werke, но только двум из них удалось добиться заказа на серийное строительство своих самолётов. Ar 76 разрабатывался как истребитель и как учебно-тренировочный самолёт. Первый опытный Аr 76а был закончен в 1934 году, первое испытание прошло печально, самолёт разбился. Эта авария подорвала доверие к Ar.76 и победителем в конкурсе признали Focke-Wulf FW-56A. Весной 1935 года полетел Аr 76V-2, а вскоре за ним последовал Ar 76V-3. Самолёты были поставлены весной 1936 года в истребительные авиашколы. Министерство Авиации посчитало производство двух аналогичных самолётов нецелесообразным. Была выпущена партия предсерийных Ar.76, для дублирования программы FW-56A, которые вместе с двумя оставшимися прототипами были распределены между авиашколами.

## Эксплуатация
С 1936 года самолёты Ar.76 применялись в истребительных авиашколах как самолёты повышенной подготовки. На них будущие летчики-истребители отрабатывали высший пилотаж и некоторые элементы боевого применения. В эксплуатации эти самолёты находились до 1940 года. В боевых действиях участия не принимали.

## Конструкция
Arado Ar.76 одноместный пилотажный самолёт представлял собой моноплан-парасоль подкосного типа с неубираемым шасси с хвостовой опорой.
Фюзеляж самолёта имел силовой каркас в виде пространственной фермы, сваренной из стальных труб. Носовая часть фюзеляжа обшивалась штампованными дюралевыми листами, а хвостовая часть обшивалась полотном.
Крыло прямое деревянной конструкции. Крыло технологически состояло из трех частей: центроплан и две отъёмные консоли. Обшивка крыла полотняная. К верхней части фюзеляжа крыло крепилось с помощью параллельных подкосов. На верхней поверхности крыла можно было установить пулемёты.
Хвостовое оперение классической схемы. Силовой набор горизонтального и вертикального оперения — стальные трубы. Обшивка полотно. Жесткость стабилизатора обеспечивалась двумя подкосами. Руль направления и руль высоты имели роговую компенсацию и были оснащены триммерами.
Шасси трехопорное с хвостовым колесом, неубираемое в полете. Стойки шасси рычажного типа с пружинными амортизаторами. Колеса с разрезной осью, закрывались обтекателями.
Силовая установка восьмицилиндровый V-образный, с перевёрнутым блоком цилиндров, двигатель жидкостного охлаждения Argus As 10C, мощностью 240 л. с. Воздушный винт деревянный двухлопастный с постоянным шагом, оснащенный носовым коком.

## Вооружение
- В варианте истребителя — два 7,9 мм пулемёта МG-17 с 250 патронами на ствол и три 10 кг бомбы.
- В варианте учебного самолёта — один МG-17 с 250 патронами.

## Лётно-технические характеристики
Двигатель:
тип: 1 ПД Argus As 10C
мощность = 240 л. с.
Размах крыла, м = 9,50
Длина самолёта, м = 7,20
Высота самолёта, м = 2,54
Площадь крыла, м² = 12,90
Масса, кг:
пустого самолёта = 750
взлётная = 1070
Максимальная скорость, км/ч = 266
Практический потолок, м = 6400
Дальность полёта, км = 470